# Pasma Büngnera
Pasma Büngnera (pasma Hankego-Bungnera, ang. bands of Büngner) – struktury mające znaczenie dla prawidłowego przebiegu właściwej regeneracji włókna nerwowego w przebiegu pierwotnego zwyrodnienia aksonalnego, kierując nowo powstałe aksony z powrotem do ich poprzedniego celu obwodowego.
Powstają w miejscu zwyrodniałego włókna nerwowego w wyniku proliferacji i następowemu łączeniu komórek Schwanna. Na poziomie uszkodzenia aksonu występuje sprouting (odrastanie aksonów) – nowo powstałe aksonalne rozgałęzienia wnikają do pasm Bungnera, tworząc zgrupowania cienko zmielinizowanych włókien, które zastępują zwyrodniałe włókno. 